# Perfum de dona
Perfum de dona (títol original en italià Profumo di donna) és una pel·lícula de 1974 dirigida per Dino Risi, basada en la novel·la Il buio e il miele de Giovanni Arpino del 1969. Ha estat subtitulada al català.
Presentat a competició al 28è Festival Internacional de Cinema de Canes el 1975, li va valer a Vittorio Gassman el premi a la millor interpretació masculina. Als premis Oscar de 1976 van rebre dues nominacions com a millor pel·lícula estrangera i millor guió no original.

## Argument

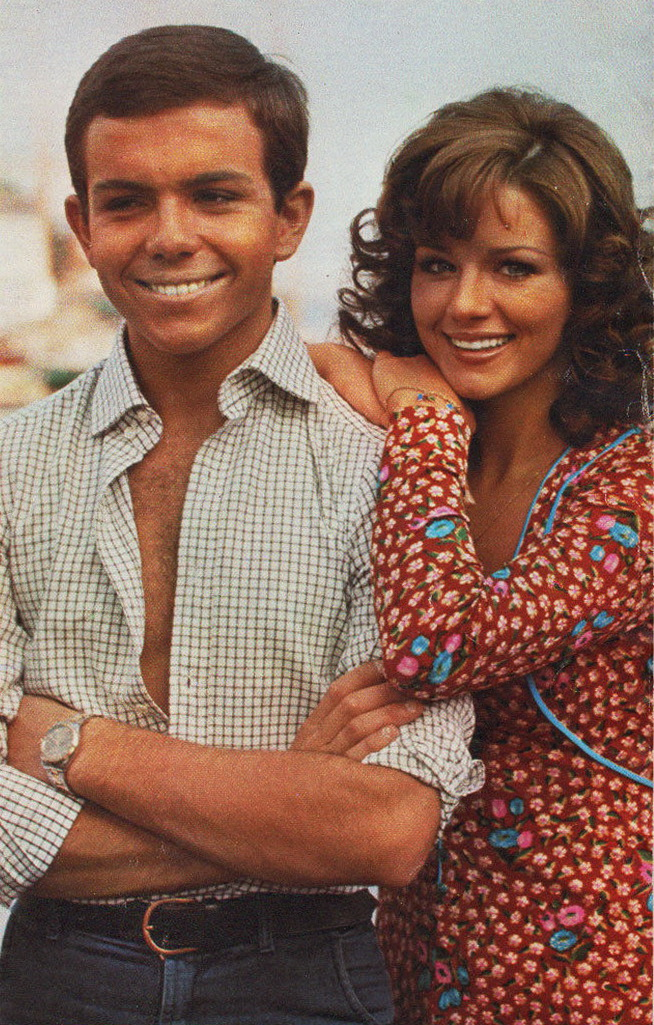
Alessandro Momo i Agostina Belli al plató de la pel·lícula

El capità retirat Fausto Consolo, que ha restat cec i mutilat a la mà esquerra a causa d'una granada accidentalment explotada, decideix anar a Nàpols a veure el seu amic Vincenzo, també militar tràgicament privat de la vista. Per tant, Fausto és acompanyat en aquest viatge pel recluta de divuit anys Giovanni Bertazzi, un soldat reclutat que li va assignar com a assistent.
Els dos surten amb tren des de Torí i la primera parada és Gènova, on Fausto decideix passar unes hores amb la Mirka, una prostituta. La segona parada del viatge és Roma, on Fausto parla amb el seu cosí sacerdot Carlo sobre el seu estat físic, li pregunta si creu en el diable i en l'infern, i mig en broma es fa beneir.
Finalment a Nàpols, Fausto és festejat per la jove Sara; li agradaria cuidar-lo a qualsevol preu, però en Fausto sembla molest per aquesta atenció. Aleshores, Fausto i Vincenzo intenten, maldestrament, suïcidar-se amb les seves pròpies pistoles de reglament, però la por els impedeix tenir èxit. Amagat per Sara en una masia de camp ara abandonada, per protegir-lo mentre les aigües es calmen i la policia silencia la investigació del tiroteig, Fausto finalment cedeix i entén que no pot rebutjar l'ajuda i l'atenció de Sara.

## Repartiment
- Vittorio Gassman: Capità Fausto Consolo
- Alessandro Momo: Giovanni Bertazzi[4]
- Agostina Belli: Sara
- Moira Orfei: Mirka
- Torindo Bernardi: coronel de la caserna d’Orbassano
- Franco Ricci: Tinent Vincenzo V.
- Elena Veronese: Michelina
- Stefania Spugnini: Candida
- Marisa Volonnino: Ines
- Sergio Di Pinto: Raffaele
- Vernon Dobtcheff: Don Carlo
- Alvaro Vitali: Vittorio, el cambrer
- Gennaro Ombra: un dels dos periodistes de l'hospital
- Lorenzo Piani
- Carla Mancini

## Crítica
| «                                              | És, amb algunes variacions de fons, Il buio e il miele, una de les novel·les més seques, incisives i alhora més líriques de Giovanni Arpino. | » |
| — Gian Luigi Rondi, Il Tempo, 21 dicembre 1974 | |   |

| «                 | és un gran director. […] Era una història preciosa, extreta d'una novel·la d'aquell geni oblidat Giovanni Arpino. […] Vittorio Gassman és el protagonista, en la línia dels grans personatges amb els quals havia creuat, en anys anteriors, la millor comèdia italiana. | » |
| — Walter Veltroni | |   |

## Reconeixements
- 1976 - Premi Oscar
  - Nominació Oscar a la millor pel·lícula de parla no anglesa (Itàlia)
  - Nominació Millor guió adaptat a Dino Risi i Ruggero Maccari
- 1975 - David di Donatello
  - Millor director a Dino Risi
  - Millor actor protagonista a Vittorio Gassman
- 1975 - Nastro d'argento
  - Millor actor protagonista a Vittorio Gassman
  - Nominació a Millor guió a Dino Risi e Ruggero Maccari
  - Nominació a Millor banda sonora a Armando Trovajoli
- 1975 - Globo d'oro
  - Millor actor a Vittorio Gassman
  - Millor actriu revelació a Agostina Belli
- 1975 - Grolla d'oro
  - Millor actor a Vittorio Gassman
- 1975 - Festival de Canes
  - Migliore interpretazione maschile a Vittorio Gassman
  - Candidatura Palma d'or a Dino Risi
- 1976 - Premis César
  - Millor pel·lícula estrangera (Italia)

## Remake
El 1992 es va fer un remake de la pel·lícula, Scent of a Woman, dirigit per Martin Brest i protagonitzat per Al Pacino i Chris O'Donnell.